# Eclipse Papyrus
Eclipse Papyrus est un logiciel de modélisation UML, développé par la fondation Eclipse.